# 왕십리동
왕십리제2동(往十里第2洞)은 대한민국 서울특별시 성동구의 동이다. 예로부터 서울 동부 일대의 중심지로 알려졌던 곳이다. 법정동은 하왕십리동의 일부를 관할하고 있다.

## 유래
조선시대 초 무학대사는 이성계의 명을 받아 조선의 새 도읍를 찾고 있었는데, 한 노인이 좋은 길로는 가지 않고 굽은 길로만 가는 소를 보고 무학같이 미련하다고 하였다. 그러자 무학대사는 노인에게 어떤 곳으로 도읍이 좋냐고 하였더니 이 곳에서 10 리(약 4 km)만 더 가면 좋은 곳이 있을 것이라고 하였는데, 노인이 무학대사에게 이 말을 해준 곳이 지금의 왕십리동이다.

## 법정동
- 왕십리동

## 교육
- 서울무학초등학교

## 교통
- ● 서울 지하철 2호선
  - 상왕십리역
  - 왕십리역
- ● 수도권 전철 5호선
  - 왕십리역